# Якубин, Иван Максимович
Ива́н Макси́мович Яку́бин (10 [23] марта 1916 — 13 августа 1945) — участник Великой Отечественной и Советско-японской войн, Герой Советского Союза (1945, посмертно), командир отделения 132-го моторизованного штурмового инженерно-сапёрного батальона 15-й армии 2-го Дальневосточного фронта, старший сержант.

## Биография
Родился 10 [23] марта 1916 года на хуторе Северо-Кубанский ныне Тбилисского района Краснодарского края. Русский. Окончил среднюю школу в райцентре — станице Тбилисская. В конце 1930-х годов проходил срочную службу в Красной Армии, после увольнения в запас поступил в Красноярский педагогический институт.
С началом Великой Отечественной войны вторично призван в Красную Армию в августе 1941 года. С того же года — на фронте. В 1942—1943 годах воевал на Северо-Кавказском фронте, с июня 1943 года — на Западном фронте, с октября 1944 года — на 1-м Прибалтийском и Ленинградском фронтах. В боях был дважды ранен: в январе и в мае 1942 года.
После окончания Великой Отечественной войны, участвовал в Советско-японской войне 1945 года.
Командир отделения 132-го моторизованного штурмового инженерно-сапёрного батальона 15-й армии 2-го Дальневосточного фронта комсомолец старший сержант Иван Якубин 13 августа 1945 года участвовал в блокировке штурмовой группой одного из крупнейших японских дотов Фуцзиньского укреплённого района.
Старший сержант И. М. Якубин, спасая жизнь офицера и сам будучи ранен, уничтожил двух японских солдат автоматным огнём, одного — холодным оружием и погиб в неравном рукопашном бою.
Похоронен в городе Фуцзинь (Китайская Народная Республика).
Указом Президиума Верховного Совета СССР от 8 сентября 1945 года за образцовое выполнение боевых заданий командования на фронте борьбы с японскими милитаристами и проявленные при этом мужество и героизм старшему сержанту Якубину Ивану Максимовичу посмертно присвоено звание Героя Советского Союза.

## Награды
- Медаль «Золотая Звезда» Героя Советского Союза;
- орден Ленина;
- медаль «За отвагу»;
- медаль «За оборону Кавказа».

## Память

Бюст И. М. Якубина в Краснодаре

- В станице Тбилисская именем Героя названа улица.
- Средняя общеобразовательная школа №1 также носит имя героя.
- На хуторе Северокубанском именем Героя названа единственная улица.
- В Краснодаре на территории мемориального комплекса «Памяти преподавателей и студентов КубГУ, погибших в годы Великой Отечественной войны» 5 мая 2015 года открыт бюст Героя.